# Холмсбю
Холмсбю (норв. Holmsbu) — деревня к юго-западу от Хурумландета в муниципалитете Аскер в Викене.
По состоянию на 2021 год население Холмсбю составляет 298 человек.

## Этимология
Холмсбю назван в честь фермы Холм, на которой расположена большая часть агломерации. Это название впервые упоминается в 1618 году. Датское написание названия обычно было «Holmsboe» (рус. «Холмсбое»). Тем не менее считается, что последнее предложение названия происходит от скандинавского слова búð, что означает «складское помещение», «магазин». Возможно, это относилось к морскому стойлу или к месту, где стоял соляной котёл. В старых норвежских источниках это место часто упоминается как Холмсбо, без буквы «е».

## История

### XVII век
Холмсбю в 1500-х и 1600-х годах был главным местом погрузки пиломатериалов. Из самых ранних отчетов округа, где сохранилась информация об этом, от 1610—1611 года, следует, что четыре корабля погрузили здесь на борт в общей сложности 5 000 столов, и что фермеры в округе покупали ткани и сыр в обмен у иностранных шкиперов.
Позже, в XVII веке, на фермах Холм и Ярен, как считается, были жилые дома в Холмсбю. Границей между двумя фермами был ручей, впадающий в море в гавани Холмсбю. Вполне возможно, что средневековое сунданское поселение, которое было названо Оде-Ярен на суде в 1603 году, было самым старым поселением в Холмсбю.

### XVIII век
В начале XVIII века Холмсбю начал превращаться в первое настоящее поселение Хурума. В 1680 году Йохан Хогенсен Блом, шкипер из Холмсбю, купил часть Ярена, а в 1716 году — ещё одну часть. Он был торговцем лесом и судовладельцем, а во время его пребывания в Холмсбю там поселилось несколько моряков. В 1704 году была упомянута пара моряков, которые жили здесь, а в период 1706—1710 годов в деревне проходили морские призывы.
Когда Йохан Блом умер в 1741 году, его сын Густавус Блом унаследовал бизнес своего отца в Холмсбю. В 1747 году он купил там недвижимость за 500 риксдалеров у своей собственной матери. В это время Холмсбю считался портом, где разрешалось загружать пиломатериалы, но не вести более обширную торговую деятельность. Таким образом, Блом поначалу зависел в ведении торговли от торговцев из Стремсе. Однако в 1757 году он получил гражданство в Тёнсберге и исключительные права на торговлю в Дрёбаке и таможенном округе Сэндс.
Густавус Блом продал большую часть недвижимости в Холмсбю своим сыновьям Петеру и Хансу Йоргену в 1773 году и умер в 1777 году. С 1788 года Питер Блом единолично возглавил бизнес в Холмсбю. Оценка, проведенная в январе 1803 года, показывает, что в течение 18 века Холмсбю превратился в настоящее поселение. В то время на территории Блома насчитывалось в общей сложности 111 зданий, в состав которых входила, в том числе, ферма Холм. 18 из них были частью жилого и делового комплекса Питера Блома. На пляже было 44 дома. Упоминаются также четыре Морские Арки. В 1809 году Питер Блом продал здания в Холмсбю и вместо этого переехал на ферму Холм, которой он полностью владел с 1797 года. В 1811 году он также продал его купцу Педеру Фросту из Христиании, и семья Блом больше ничем не владела в этом месте.

### XIX век
Купец Адам Хьорт из Драммена владел Холмсбю с 1815 по 1821 год. En takstforretning (рус. Оценочный магазин) 1817 года упоминает, что в его владения также входили: большое главное здание и десять маленьких зданий для рабочих и других жителей. Также, там было офисное здание и навес для столбов на трёх этажах. На пляжном курорте также было 14 частных домов, за которые платили 50 % базовой арендной платы в год. Там также было несколько старых хозяйственных построек и четыре морских прилавка, не представлявших особой ценности.
Дела Хьорта шли плохо, и пляжный курорт несколько раз менял владельцев. Компания Уэсли и Эгеберг владела им с 1821 по 1829 год. Андреас Тофте затем владел пляжем до 1838 года. Он жил на ферме Хольтнес у Редтагена. В 1834 году в Холмсбю произошел сильный пожар, в результате которого погибло большинство зданий, возведенных во времена семьи Блом. Андреас Тофте продал Хольмсбу купцу Андреасу Хьорту в 1838 году, который, в свою очередь, продал его купцу Кристиану Йоргенсену в 1839 году. Йоргенсен приказал построить новое и меньшее по размеру главное здание. Кристиан Йоргенсен владел Холмсбю до 1874 года, после чего продал его Бенту Йоргенсену Кнатволлу. С 1887 года остальная часть собственности несколько раз меняла владельца, пока в 1919 году её не захватила коммуна Хурум.

### XX век

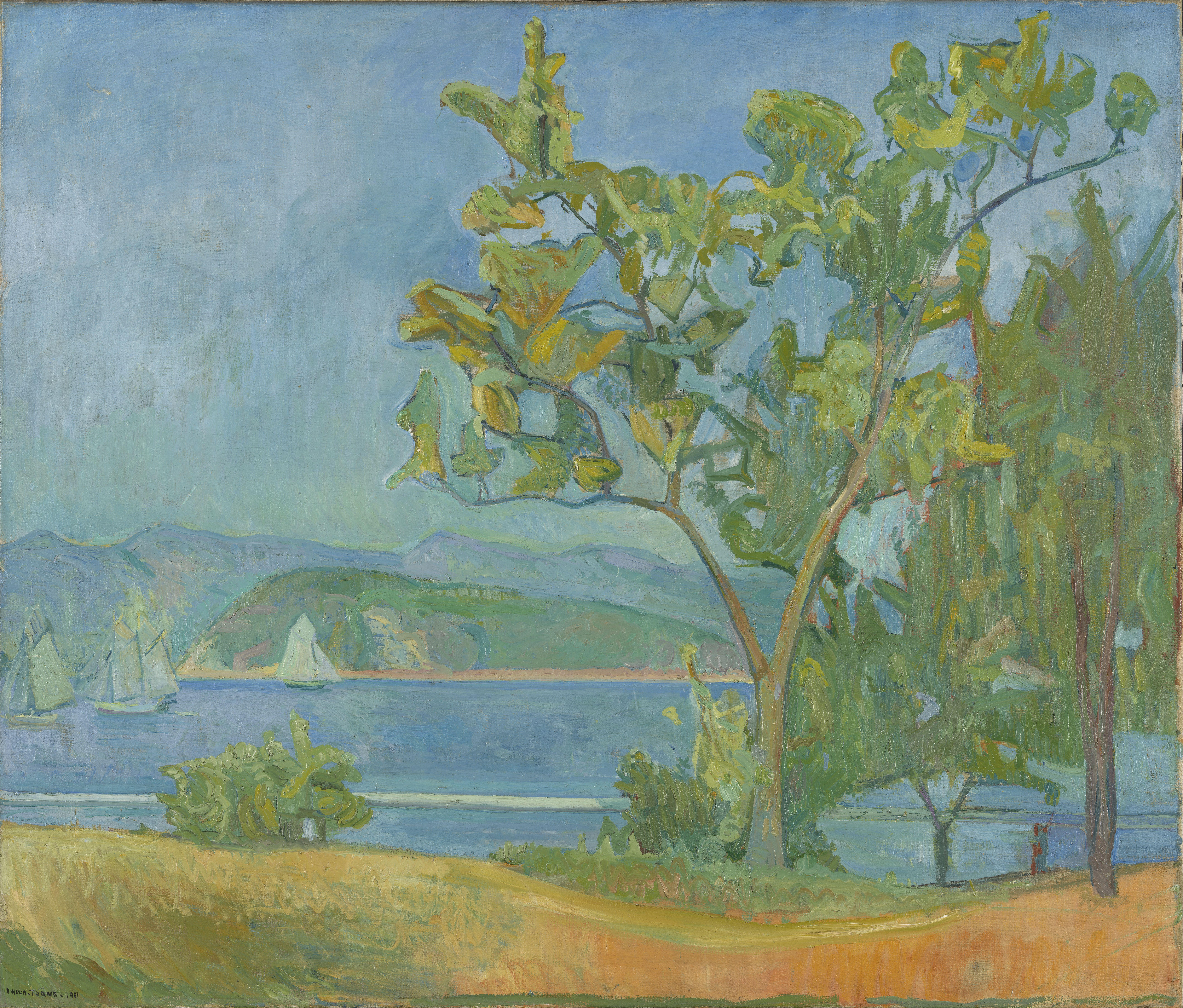
Олуф Вольд-Торн. «Пейзаж из Холмсбю» (1911)

В XX веке Холмсбю стал известен благодаря тому, что туда начали приезжать художники. В 1911 году Олуф Вольд-Торн арендовал комнату в этом месте и считал, что Холмсбю — хорошее место для художников, чтобы найти вдохновение. Его друг Хенрик Серенсен приехал навестить его в 1913 году и был в восторге от этого места. Он жил в Холмсбю почти каждое лето до своей смерти в 1962 году. Также сюда часто ездил Торвальд Эриксен. Их часто называют «Holmsbumalerne» (рус. «Холмсбюмалерн»). В 1950-х и 1960-х годах церковь Холмсбю получила ряд внутренних украшений от некоторых из этих художников. В 1973 году здесь была открыта галерея Холмсбю с работами Серенсена, Эриксена, Вольд-Торна и других норвежских художников.

## Холмсбю сегодня
Сегодня Холмсбю характеризуется массовым коттеджным туризмом. Начиная с 1960-х годов большая часть береговой линии и холмов между Книвсвиком на севере и Редтангеном на юге была густо застроена коттеджными посёлками. В настоящее время в Холмсбю больше домов для отдыха, чем круглогодичных домов. После того, как в 2009 году было снято обязательство жить в Хуруме, многие дома в Холмсбю были куплены приезжими и используются в качестве объектов отдыха. В 2000-х годах произошло значительное расширение гавани Холмсбю, чтобы облегчить движение прогулочных лодок. По состоянию на 2019 год в Холмсбю остался только один профессиональный рыбак.
Здесь работает небольшой продуктовый магазин и несколько ресторанов. Отель Holmsbu badehotell неоднократно становился объектом банкротств и смены собственников, но с 2019 года функционирует как жилое помещение. Спа-отель Holmsbu, который был построен в Холтнессте между Холмсбю и Редтангеном в 2003 году, обанкротился в 2019 году.
В бухте Холмсбю находится коллекция Исторической команды Хурума, представляющая собой прибрежную коллекцию со старыми деревянными лодками и предметами, связанными с морем и рыбалкой, которая передает древнюю прибрежную культуру Хурума.

## Галерея

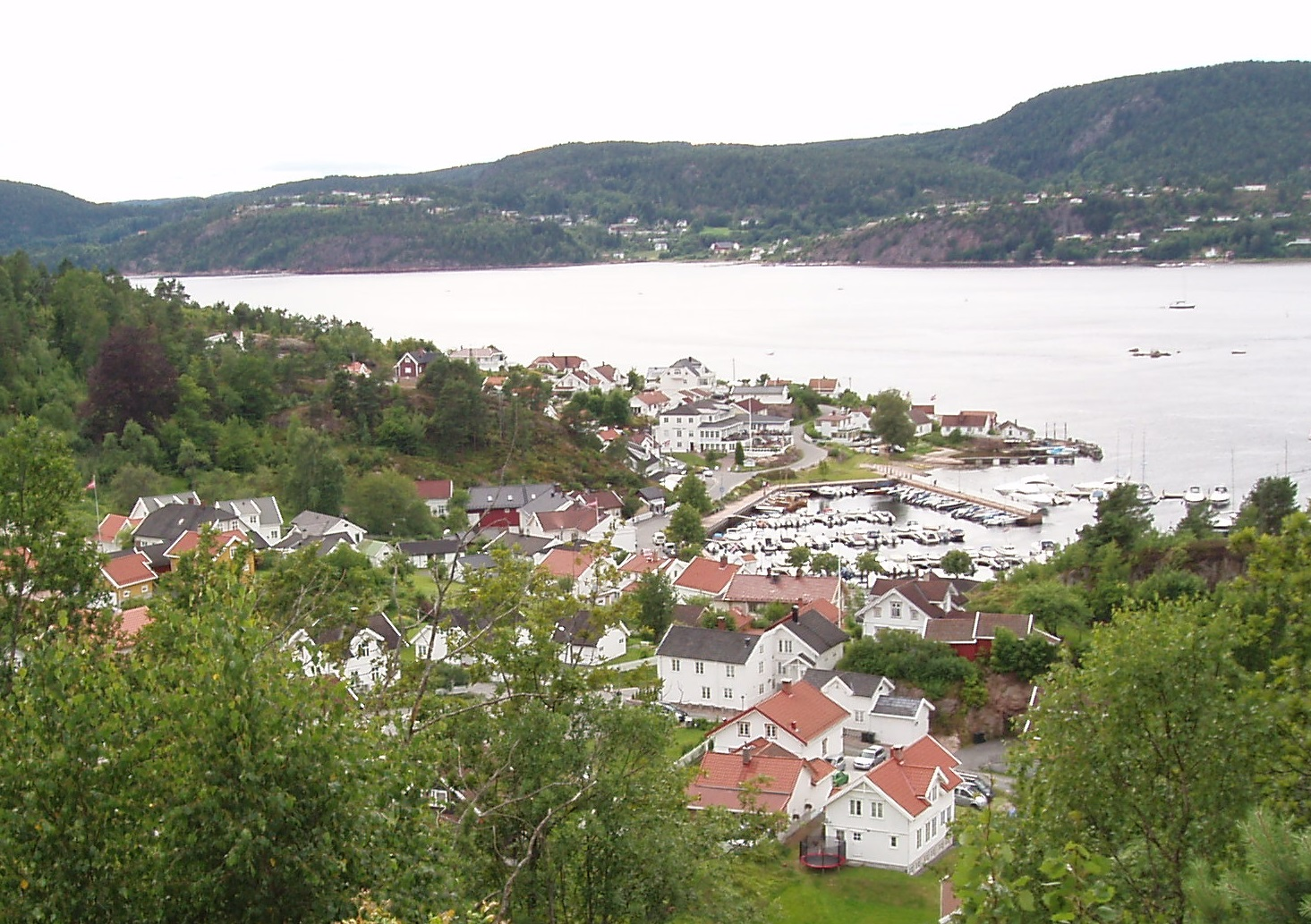
Вид на Холмсбю
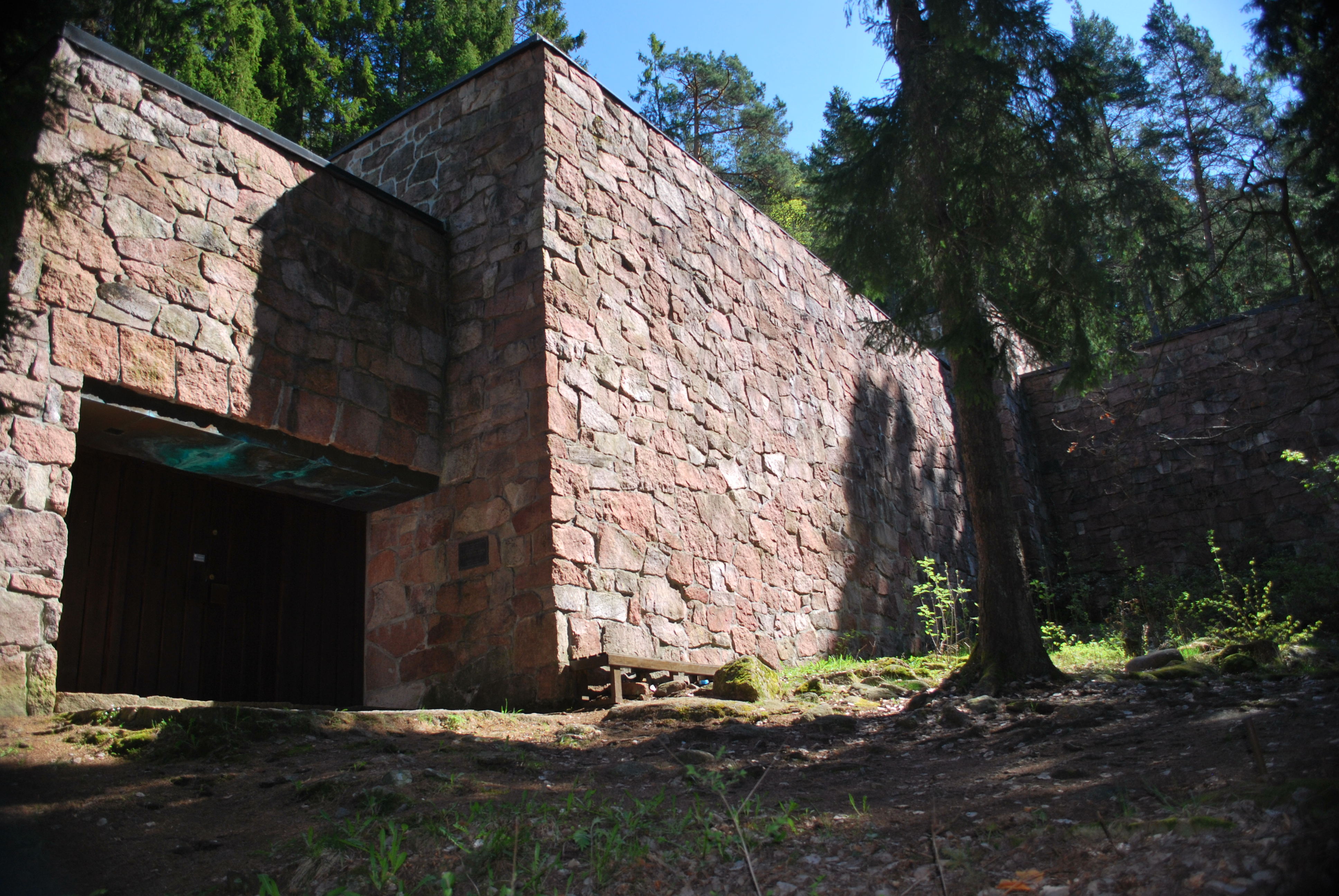
Галерея Холмсбю[норв.]
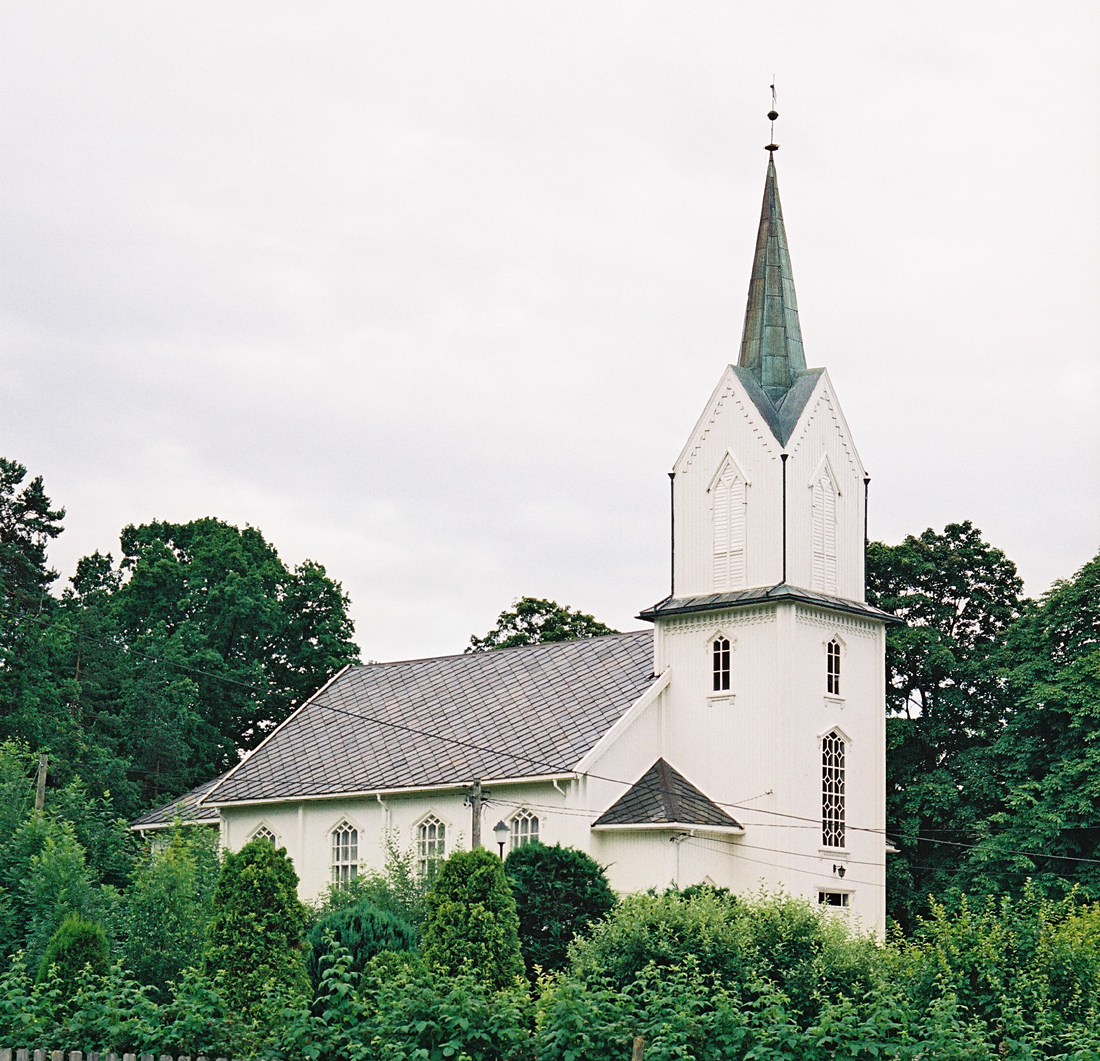
Церковь в Хомсбю
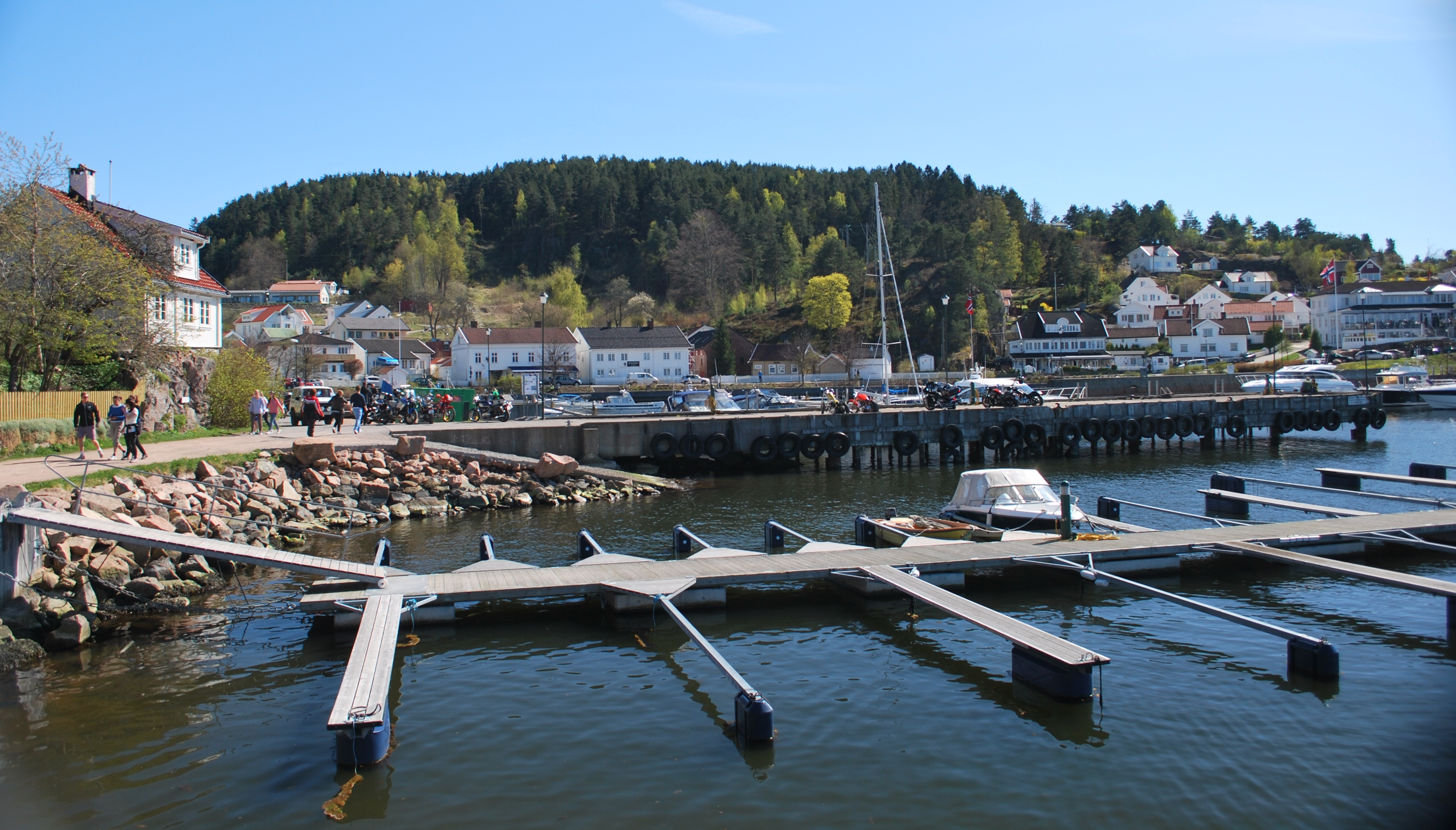
Лодочная станция в Холмсбю